# Friedrichstadt
Friedrichstadt (tiếng Đan Mạch: Frederiksstad) là một thị xã ở huyện Nordfriesland, trong bang Schleswig-Holstein, Đức. Đô thị này có diện tích 4,03 km2, dân số thời điểm ngày 31 tháng 12 năm 2006 là 2479 người. Friedrichstadt tọa lạc bên sông Eider, cự ly khoảng 12 km về phía nam Husum. Đô thị này được người Hà Lan thiết lập vào năm 1621. Công tước Friedrich III của Holstein-Gottorp đã đầu tư vào vùng này để đổi lấy tự do cho tôn giáo Môn Nặc Hội và Remonstrant (xem: chủ nghĩa Arminia) và cơ hội để tuyên bố chủ quyền đối với vùng đầm lầy ở cạnh thị xã. Tiếng Hà Lan đã trở thành một ngôn ngữ chính thức. Đến năm 1630, nhiều người Arminia đã trở lại Hà Lan.